# Carvajal, Mexiko
Carvajal är en ort i Mexiko.   Den ligger i kommunen Buenaventura och delstaten Chihuahua, i den nordvästra delen av landet, 1 400 km nordväst om huvudstaden Mexico City. Carvajal ligger 1 519 meter över havet och antalet invånare är 494.
Terrängen runt Carvajal är platt åt nordost, men åt sydväst är den kuperad. Runt Carvajal är det mycket glesbefolkat, med 2 invånare per kvadratkilometer. Närmaste större samhälle är Buenaventura, 7,0 km sydost om Carvajal. Omgivningarna runt Carvajal är i huvudsak ett öppet busklandskap.